# José Luis Galilea Vidaurreta
José Luis Galilea Vidaurreta (Sant Sebastià, Guipúscoa, 9 de juliol de 1972) és un exjugador de bàsquet basc que ocupava la posició de base. Després de retirar-se de la pràctica activa del bàsquet, s'ha dedicat a entrenar en categories inferiors i a col·laborar amb diversos mitjans d'informació.
Ha sigut director general del Baloncesto Sevilla i observador internacional per a la franquícia NBA Indiana Pacers.

## Clubs
- Corazonistas (cantera)
- Gasteiz (categories inferiors)
- 1988-1989: Reial Madrid (juvenil)
- 1989-1990: FC Barcelona (juvenil)
- 1990-1996: FC Barcelona (ACB)
- 1996-1997: Kinder Bologna (Itàlia)
- 1997-1999: León Caja España (ACB)
- 1999-2000: Real Madrid Teka (ACB)
- 2000-2001: Club Ourense Baloncesto (ACB)
- 2001-2002: Ionikos Neas Filadelfeias BC (Grècia)
- 2002-2004: Club Baloncesto Murcia (LEB)
- 2004-2005: Basket Zaragoza 2002 (LEB)
- 2005-2006: Bruesa Gipuzcoa Basket (LEB)
- 2006-2007: Alerta Cantabria (LEB)
- 2007-2008: WTC Cornellà (LEB Plata) (primer entrenador).

## Palmarès

### Amb la selecció espanyola
- Medalla de Bronze en l'Eurobasket Sub-22 de Ljubljana 1994.

### Títols amb clubs
- 3 Lligues ACB: 2 amb el FC Barcelona (1995 i 1996) i 1 amb el Reial Madrid (2000).
- 2 Lliga LEB: 1 amb l'Etosa Murcia (2002-2003) i 1 amb el Bruesa Guipúscoa Basket (2005-2006).
- 2 Copa del Rei de Bàsquet: 1990-1991 i 1993-1994, amb el FC Barcelona.
- 1 Copa d'Itàlia: 1996-1997, amb el Kinder Bolonya.
- 1 Campionat d'Espanya Junior: 1991-1992, amb el FC Barcelona.